# Chūō, Sapporo
Chūō (中央区 Chūō-ku) là quận thuộc thành phố Sapporo, phó tỉnh Ishikari, Hokkaidō, Nhật Bản. Tính đến ngày 1 tháng 10 năm 2020, dân số ước tính của quận là 248.680 người và mật độ dân số là 5.400 người/km2. Tổng diện tích của quận là 46,42 km2.

## Giao thông

### Đường sắt
- JR Hokkaidō
  - Tuyến Hakodate chính, Tuyến Sasshō: Ga Sōen, Ga Naebo
- Tàu điện ngầm đô thị Sapporo
  - Tuyến Namboku: Sapporo - Ōdōri - Susukino - Nakajima-Kōen - Horohira-Bashi
  - Tuyến Tōzai: Nishi-Nijūhatchōme - Maruyama-Kōen - Nishi-Jūhatchōme - Nishi-Jūitchōme - Ōdōri - Bus Center-Mae
  - Tuyến Tōhō: Sapporo - Ōdōri - Hōsui-Susukino
- Tàu điện Sapporo
  - Tuyến Ichijō
  - Tuyến Yamahana
  - Tuyến Yamahana-Nishi

### Đường bộ
- Quốc lộ 5
- Quốc lộ 12
- Quốc lộ 36